# Кингс (графство, Остров Принца Эдуарда)
Графство Кингс — графство в канадской провинции Остров Принца Эдуарда. Наименее населённое графство в провинции (18,327 человек (2021)) и наименьшее площади земли. Джорджтаун — административный центр графства.

## История
Графство было названо капитаном Сэмюэлем Холландом в 1765 году в честь короля Георга III (1738—1820). Административный центр — Джорджтаун, также получил название по имени короля.

## Экономика
Графство в меньшей степени зависит от сельскохозяйственной отрасли по сравнению с другими, но в большей степени — от рыболовства и лесной промышленности. Сравнительно большие участки всё еще покрыты лесами, и там находится крупнейшая в провинции лесопилка. Единственная тяжелая промышленность, помимо лесного хозяйства и промышленного фермерства — небольшая верфь. В последние годы были налажены производства вторичного сектора.